# Kiss Me Once
Kiss Me Once —en español, Bésame una vez— es el duodécimo álbum de estudio de la cantante australiana Kylie Minogue. Fue lanzado por Parlophone el 14 de marzo de 2014, su primer lanzamiento de álbum de estudio desde  Aphrodite (2010).
En América del Norte fue lanzado por Warner Bros. Records el 18 de marzo de 2014. Es el primer lanzamiento de Minogue en América del Norte en virtud de Warner Bros., después de que el contrato de disquera de Minogue fue transferido de Capitol Records en 2013, tras la compra de EMI y sus activos por Universal Music Group en 2011.

## Desarrollo y grabación
Tras el lanzamiento de The Abbey Road Sessions (2012), Minogue se dividió maneras con su mánager Terry Blamey y firmó un nuevo contrato con la impresión del rapero Jay-Z Roc Nation. A raíz de este nuevo acuerdo, Minogue siguió trabajando en su duodécimo álbum de estudio a lo largo de 2013, con los nuevos informes, en febrero de 2013, que Minogue había estado trabajando con la cantante y compositora Sia.
El álbum fue grabado en Los Ángeles, con más sesiones de grabación que se llevaron a cabo en la ciudad de Nueva York y Londres. En marzo de 2013, Minogue publicó en Twitter una foto de un micrófono con la etiqueta Stargate debajo de ella, lo que indica que había estado trabajando con el dúo en el nuevo álbum. Otros colaboradores en todo 2013 incluyeron Darkchild, Brooke Candy, MNDR y will.i.am. La víspera del cuadragésimo quinto cumpleaños de Minogue, se reveló que Minogue había grabado recientemente una colaboración "interesante", que más tarde se reveló como una colaboración con Enrique Iglesias. El mismo día , se dio a conocer un sencillo promocional, "Skirt", un solo zumbido para Kiss Me Once.
En mayo de 2013, cuando se discutió el álbum con la revista Rolling Stone , Minogue dijo que el álbum fue "llevar a cabo algo diferente [...] lo cual es genial." Ella también reconoció que tenía que "hacer algo diferente", pero añadió que el álbum «mantendrá el ADN de lo que una pista de Kylie es, porque yo estoy en ello. Me gusta probar y mover el poste de la portería y experimentar con diferentes sonidos ».

## Sencillos
El primer sencillo, "Into the Blue", se estrenó en el Reino Unido en BBC Radio 2 el 27 de enero de 2014. La canción fue lanzada el 28 de enero de 2014 en la mayoría de los países. El video musical, dirigido por Dawn Shadforth, fue lanzado el 3 de febrero de 2014 y cuenta con el actor francés Clément Sibony. El sencillo debutó en el número 12 en el UK Singles Chart. También ha trazado en los Estados Unidos, alcanzando el número uno en la lista Hot Dance Club Songs.
En una entrevista con Rolling Stone, Minogue confirmó que "I Was Gonna Cancel" sería el segundo sencillo, del cual se lanzó un video lírico el 12 de mayo en Youtube, en el que se puede ver la letra de la canción en luces de neón, mientras es lanzada agua en el fondo. La canción se produjo un día en el que Kylie iba a cancelar la sesión de grabación debido a que estaba teniendo un mal día y no se sentía con ganas de ir al estudio. Pero después de ver al productor Pharrell Williams y derramar algunas lágrimas frente a él, se inspiró para escribir el que ha resultado ser uno de los temas más funky del álbum.
"Sexercize" es el título del tema que Kylie lanzó como segunda carta de presentación de su duodécimo disco de estudio, el 18 de marzo de 2014. 
Como parte de la "experiencia audiovisual" de Minogue un cortometraje se estrenó el 18 de marzo de 2014. Fue dirigida por Roman Coppola, e inspirado por el cortometraje de Kenneth Anger lanzado en 1965 cortometraje llamado "Kustom Kar Kommandos". El video oficial para la canción, un homenaje a Olivia Newton-John video 's por su canción " Physical ", fue dirigido por el fotógrafo Will Davidson. Fue lanzado el YouTube el 19 de marzo. 
El videoclip, en el que se puede ver a una despampanante Minogue, contó con la dirección del fotógrafo Will Davidson, bajo la productora Laura Holmes incluye escenas que muestran a un grupo de mujeres en una sala de gimnasia en tacones y ejercitando el cuerpo.
Después del lanzamiento de su video, Kylie Minogue lanzó el sitio web Sexercize.tv, que cuenta con varios videos diferentes que muestran una galería de videos e imágenes. Sexercize.tv fue creado por Chandelier Creative, una agencia creativa originaria en la ciudad de Nueva York, fundada por Richard Christiansen. Sexercize.tv cuenta con diversas interpretaciones en video de "Sexercize" de la talla de: Will Davidson, Roman Coppola, Mat Maitland, Jean Paul Gaultier, Starsky + Cox, VFiles, Dolce & Gabbana, entre otros.

## Lista de canciones
La lista de las canciones fue anunciada el 26 de enero de 2014. La edición estándar cuenta con 11 temas. La edición especial cuenta con 2 canciones bonus y un DVD. Las ediciones japonesas incluyen "Sparks" (el B-side de "Into the Blue") y un remix exclusivo de Yasutaka Nakata de "Into The Blue" (disponible solamente en la edición estándar).
| N.º | Título                              | Escritor(es)                                                                      | Productor(es)                | Duración |  |
| 1.  | «Into the Blue»                     | Kelly Sheehan Mike Del Rio Jacob Kasher                                           | Del Rio                      | 4:08     |  |
| 2.  | «Million Miles»                     | Chelcee Grimes Daniel Davidsen Peter Wallevik Cutfather                           | Wallevik Davidsen Cutfather  | 3:28     |  |
| 3.  | «I Was Gonna Cancel»                | Pharrell Williams                                                                 | Williams                     | 3:32     |  |
| 4.  | «Sexy Love»                         | Wayne Hector Autumn Rowe Wallevik Davidsen Hansen                                 | Wallevik Davidsen Cutfather  | 3:31     |  |
| 5.  | «Sexercize»                         | Sia Marcus Lomax Jordan Johnson Stefan Johnson Clarence Coffee Nella Tahrini      | The Monsters & The Strangerz | 2:47     |  |
| 6.  | «Feels So Good»                     | Tom Aspaul                                                                        | MNEK                         | 3:37     |  |
| 7.  | «If Only»                           | Ariel Rechtshaid Justin Raisen Dan Nigro                                          | Rechtshaid                   | 3:21     |  |
| 8.  | «Les Sex»                           | Amanda Warner Peter Wade Keusch Joshua "J.D." Walker William Rappaport Henri Lanz | Walker GoodWill & MGI        | 3:47     |  |
| 9.  | «Kiss Me Once»                      | Furler Dsign Music                                                                | Jesse Shatkin                | 3:17     |  |
| 10. | «Beautiful» (with Enrique Iglesias) | Enrique Iglesias Mark Taylor Alex Smith Samuel Preston                            | Taylor                       | 3:24     |  |
| 11. | «Fine»                              | Karen Poole Chris Loco Kylie Minogue                                              | Loco                         | 3:36     |  |

| Bonus edición estándar Japón |                                                 |                        |               |          |  |
| N.º                          | Título                                          | Escritor(es)           | Productor(es) | Duración |  |
| 12.                          | «Sparks»                                        | Poole Matt Schwartz    | Schwartz      | 3:32     |  |
| 13.                          | «Into the Blue» (Yasutaka Nakata CAPSULE Remix) | Sheehan Del Rio Kasher | Del Rio       | 6:36     |  |

| Edición especial con bonus canciones |                           |                           |               |          |  |
| N.º                                  | Título                    | Escritor(es)              | Productor(es) | Duración |  |
| 12.                                  | «Mr President»            | Sheehan Hindlin Minogue   | Thomas Olsen  | 4:11     |  |
| 13.                                  | «Sleeping with the Enemy» | Claude Kelly Greg Kurstin | Kurstin       | 3:54     |  |

| Edición espacial Japón |                           |                         |             |          |  |
| N.º                    | Título                    | Escritor(es)            | Producer(s) | Duración |  |
| 12.                    | «Mr President»            | Sheehan Hindlin Minogue | Olsen       | 4:11     |  |
| 13.                    | «Sleeping with the Enemy» | Kelly Kurstin           | Kurstin     | 3:54     |  |
| 14.                    | «Sparks»                  | Poole Schwartz          | Schwartz    | 3:32     |  |

| Edición especial DVD |                                                 |                |          |  |
| N.º                  | Título                                          | Director(es)   | Duración |  |
| 1.                   | «Into the Blue» (music video)                   | Dawn Shadforth | 4:26     |  |
| 2.                   | «Making of "Into the Blue" Video»               |                | 6:34     |  |
| 3.                   | «Into the Blue (Trailer)»                       |                | 0:17     |  |
| 4.                   | «Behind the Scenes of Kiss Me Once Photo Shoot» |                | 3:32     |  |
| 5.                   | «Kylie on Kiss Me Once»                         |                | 12:59    |  |

Notas
- "Feels So Good" es una remescla de "Indiana" by Tom Aspaul.[29]

### Limited edition box set
La edición limitada de Kiss Me Once en vinilo es una exclusividad de la tienda oficial de Kylie Minogue. Habrá sólo 3,500 unidades y contará con:
- 12" vinyl (11 canciones)
- CD (13 canciones)
- Código para una descarga digital
- cinco 12" art prints
- 12" sticker sheet
- 12" "faux window" con gotas de agua y el título del álbum.

100 copias dedicadas por Kylie Minogue al azar.

## Estadísticas
| Estadísticas (2014)                 | Posición |
| ----------------------------------- | -------- |
| Australia (ARIA)                    | 1        |
| Austria (Ö3 Austria)                | 16       |
| Bélgica (Ultratop flamenca)         | 10       |
| Bélgica (Ultratop valona)           | 13       |
| Canadá (Billboard Canadian Albums)  | 15       |
| Croacia (IFPI)                      | 10       |
| República Checa (ČNS IFPI)          | 6        |
| Países Bajos (Album Top 100)        | 10       |
| Finlandia (Suomen Virallinen Lista) | 24       |
| Francia (SNEP)                      | 10       |
| Alemania (Media Control Charts)     | 9        |
| Hungría (MAHASZ)                    | 1        |
| Irlanda (IRMA)                      | 4        |
| Italia (FIMI)                       | 13       |
| Japón (Oricon)                      | 40       |
| Mexican Albums (AMPROFON)           | 20       |
| Nueva Zelanda (Recorded Music NZ)   | 13       |
| Polonia (ZPAV)                      | 25       |
| Russian Albums                      | 9        |
| Scottish Albums                     | 3        |
| Slovenian Albums (IFPI)             | 9        |
| South Korean Albums (Gaon)          | 96       |
| España (PROMUSICAE)                 | 9        |
| Suiza (Schweizer Hitparade)         | 8        |
| Taiwanese Western Albums (G-Music)  | 1        |
| Reino Unido (UK Albums Chart)       | 2        |
| Estados Unidos (Billboard 200)      | 31       |
| Estados Unidos (Digital Albums)     | 14       |